# Rio Ghelinţa Mare
O Rio Ghelinţa Mare é um rio da Romênia, afluente do Ghelinţa, localizado no distrito de Covasna.